# آلک مک‌کاون
آلکساندر دانکن "آلک" مک‌کاون (انگلیسی: Alexander Duncan "Alec" McCowen؛ زادهٔ ۲۶ مهٔ ۱۹۲۵ - درگذشته ۶ فوریهٔ ۲۰۱۷) بازیگر سینما، و هنرپیشه اهل انگلستان بود.

## فیلم‌شناسی
از فیلم‌ها یا برنامه‌های تلویزیونی که وی در آن نقش داشته‌است می‌توان به آثار زیر اشاره کرد.
- دریای بی‌رحم (۱۹۵۳)
- قلب تقسیم‌شده (۱۹۵۴)
- دریای عمیق آبی (۱۹۵۵)
- پیشروی سرباز (۱۹۵۶)
- رؤیای شب نیمه تابستان (۱۹۵۹)
- تنهایی یک دونده استقامت (۱۹۶۲)
- رنج و سرمستی (۱۹۶۵)
- جادوگران (۱۹۶۶)
- جنون (۱۹۷۲)
- سفرهای من و عمه‌ام (۱۹۷۲)
- خیابان هانوور (۱۹۷۹)
- همیشه جوان (۱۹۸۳)
- دیگر هرگز نگو هرگز (۱۹۸۳)
- خدمات شخصی (۱۹۸۷)
- آزادی را فریاد کن (۱۹۸۷)
- هنری پنجم (۱۹۸۹)
- عصر معصومیت (۱۹۹۳)
- قطار بی‌رحم (۱۹۹۶)
- دارودسته‌های نیویورکی (۲۰۰۲)
- ویکتوریا و آلبرت (۲۰۱۱)